# یواس‌اس وکسفورد کانتی (ال‌اس‌تی-۱۱۶۸)
یواس‌اس وکسفورد کانتی (ال‌اس‌تی-۱۱۶۸) (به انگلیسی: USS Wexford County (LST-1168)) یک کشتی بود که طول آن ۳۸۴ فوت (۱۱۷ متر) بود. این کشتی در سال ۱۹۵۳ ساخته شد.